# Lista de membros da Royal Society eleitos em 1943
Esta é uma lista de Membros da Royal Society eleitos em 1943.

## Fellows
1. Sir Shanti Swaroop Bhatnagar[2]
2. Ivan de Burgh Daly[3]
3. Patrick Alfred Buxton[4]
4. Sir John Augustine Edgell[5]
5. Arthur James Ewins[6]
6. Arthur Felix[7]
7. Sir Alexander Fleming[8]
8. Sir John Jacob Fox[9]
9. William Michael Herbert Greaves[10]
10. Sydney Harland[11]
11. George Armand Robert Kon[12]
12. Sir Andrew McCance[13]
13. Wilder Penfield[14]
14. Guy Ellcock Pilgrim[15]
15. Sir Reginald Edward Stradling[16]
16. Sir Charles Sykes[17]
17. John Lighton Synge[18]
18. George Temple[19]
19. Alexander Du Toit[20]
20. Solly Zuckerman, Baron Zuckerman[21]

## Foreign Members
1. Victor Moritz Goldschmidt[22]
2. Bernardo Houssay[23]